# Erik Fröling
Den här sidan handlar om skådespelaren född 1894, för skådespelaren född 1880, se Eric Fröling.
Erik Vilhelm Fröling, född 18 mars 1894 i Arboga, död 4 juli 1974 i Stockholm, var en svensk skådespelare.
Fröling genomgick 1914–1916 Dramatiska teaterns elevskola, var 1916–1917 engagerad vid Skådebanan, hos Hjalmar Selander vid Nya teatern, Göteborg 1918–1921, vid Svenska Teatern i Åbo 1921–1926, och hos Oscar Winge på Hippodromteatern i Malmö 1926–1927. Från 1927 var Fröling knuten till Svenska Teatern i Helsingfors. Bland hans roller märks Botten i En midsommarnattsdröm, Engstrand i Gengångare, Christian VII i Stövlett-Kathrine, Bengt Lagman i Bröllopet på Ulfåsa, Rizzio i Maria Stuart i Skottland och Doktor Rank i Ett dockhem.

## Teater

### Roller (ej komplett)
| År   | Roll                  | Produktion                                                          | Regi            | Teater                       |
| ---- | --------------------- | ------------------------------------------------------------------- | --------------- | ---------------------------- |
| 1928 | Arthur                | Världens vackraste ögon (Les plus beaux yeux du monde) Jean Sarment | Kurt Nordfors   | Svenska Teatern, Helsingfors |
| 1929 | Robert Sågspån        | Tiggaroperan (Die Dreigroschenoper) Bertolt Brecht och Kurt Weill   | Nicken Rönngren | Svenska Teatern, Helsingfors |
| 1938 | Despréaux, danslärare | Madame Sans-Gêne Victorien Sardou och Émile Moreau                  | Mia Backman     | Svenska Teatern, Helsingfors |